# Luciana Aigner-Foresti
 (février 2023).
Luciana Aigner-Foresti (Rome, 30 juillet 1936) est une étruscologue et professeure d'université italienne.